# 出羽錦忠雄
出羽錦 忠雄（でわにしき ただお、本名・奈良崎 忠雄〈ならざき ただお〉（旧姓：小倉）、1925年〈大正14年〉7月15日 - 2005年〈平成17年〉1月1日）は、東京府南葛飾郡（現：東京都墨田区）出身で出羽海部屋に所属した元大相撲力士。最高位は東関脇。

## 来歴
1925年7月15日に東京府南葛飾郡（現：東京都墨田区）で生まれる。高等小学校1年生の時に両國梶之助から勧誘されたことで出羽海部屋へ入門し、部屋で入門検査を受けて合格したものの、帰宅した時に父親が急逝する悲劇に見舞われた。これを知った両國梶之助は、小倉少年の父親代わりとして教育することを決めた。
1940年5月場所で初土俵を踏み、最初は番付に名前が掲載されるまで時間を要したが、1944年1月場所で三段目優勝を果たしたほか、同年5月場所では幕下で全勝を挙げた。全勝優勝こそ番付上位優勝制度によって果たせなかったが、小倉の活躍は周囲から注目を集めた。十両昇進を間近に控えたある日、現役兵として高射砲隊へ入隊して体重が激減し、1946年11月場所に復員してようやく新十両昇進を果たした。その後も兵役によって激減した体重を元に戻すべく猛稽古と増量に励み、1947年6月場所では初導入された優勝決定戦で吉葉山潤之輔に勝利して十両優勝を達成し、所要2場所で十両を通過、1947年11月場所に念願の新入幕を果たした。下位時代は栃錦清隆と初っ切りのコンビを組んでおり、双葉山定次の引退相撲が旧・両国国技館で行われた時を最後に、栃錦との初っ切りを卒業した。
柔軟な体質で足腰もよく、突っ張りから左を差した上での右でおっつけるか、もろ差しで寄り切る速攻の取り口は「安藝ノ海の再来」と称されて、大関も期待されていたが、1950年のある日に行った不動岩三男との稽古で左膝の関節を脱臼する重傷を負ってからは、腰の重さを生かして左半身で守りながら少しずつ寄る消極的な相撲を取ることになった。だがその重い腰による粘り強さで長く幕内を勤め、水入りの多さで知られた。特に若乃花幹士とは再三水入りを繰り返し、引分を3度（うち1955年1月場所と3月場所は2場所連続）も経験、その他の対戦成績も11勝（うち金星2個）20敗と手こずらせている。故障を長期化させた原因については自著で「相撲は不況時代で、幕内力士が一人でも休むと勧進元がうるさく、ケガをしても休めなかった」と述懐している。
新入幕の場所ではこの場所で幕内最高優勝を果たした羽黒山政司に次ぐ9勝2敗の好成績を挙げ、この場所から新設された三賞（殊勲賞）の受賞力士第一号となった。幕内では三役在位17場所、金星獲得10個（高見山大五郎に破られるまで歴代1位タイ）、史上初の幕内通算1000回出場を達成する（1963年9月場所5日目）など相当な実力者だったことは言うまでもなく、東京オリンピック直前の1964年9月場所を最後に現役を引退するまで16年10ヶ月もの長きに渡って幕内に在位し続けた。16年10ヶ月の在位期間は、年6場所制が定着した1958年以降では2010年に魁皇博之が更新するまで歴代1位の記録であった。
現役引退後は年寄・田子ノ浦を襲名し、日本相撲協会で巡業部・審判部を歴任したほか、年寄在職中から多くのテレビドラマ・バラエティ番組に出演するなど、いわゆる「タレント親方」の先駆けとも言われた。1990年7月場所で日本相撲協会を停年退職した後は、現役時代の四股名「出羽錦忠雄」の名でテレビドラマでは料亭の主人役を好演したほか、1999年9月場所まではNHKの大相撲解説者を担当し、ユニークな語り口で人気を博した。また、生放送中に突然川柳を詠むことでも知られ、「勇退の 伯父にはなむけ 初賜杯」「寝て起きて また強くなる 貴花田」「曙が 朝日に変わる 九月場所」「智ノ花 先生辞めて 良かったね」などを残した。タレントとしては日本テレビの「底ぬけ脱線ゲーム」にレギュラー出演したほか、NHK総合テレビのクイズ番組「クイズ日本人の質問」には緒方昇と共に解答者（大相撲チーム）として準レギュラー出演したことがある。また、NHK連続テレビ小説「ひらり」には、梅若部屋が所属する一門の古参親方、緑風立五郎の役で出演した。
大相撲解説者を勇退してからは、現役時代に負傷した膝の影響で杖が手離せなくなっていたという。2005年1月1日午後5時47分、膵臓癌のため東京都世田谷区の自宅で死去。79歳没。辞世の句は「孫の手握り にっこりと まごまごせずに 友のいる国」だった。

## 人物・エピソード

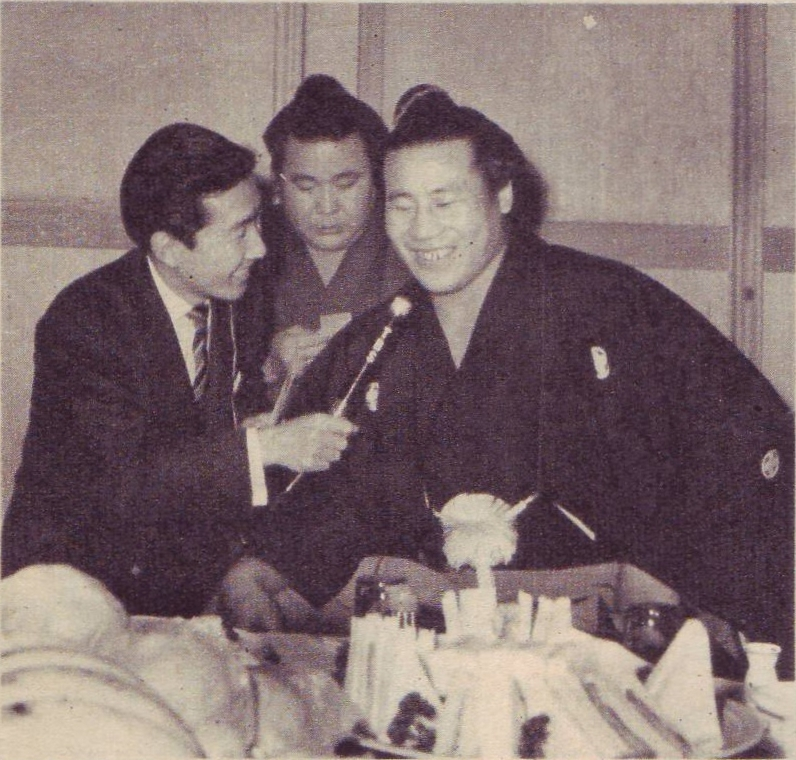
1961年夏場所で初優勝した佐田の山と

軽妙洒脱で言動は常に周囲の笑いを誘っていた。土俵態度では松登晟郎と本場所の土俵上でにらめっこしたり、大量の塩を高々と撒く若秩父高明に対して指先で少しだけ塩を撒いたりと飄々としていた。若秩父との塩撒く量が全く異なることから「塩などは 安いもんだと 若秩父」「出羽錦 塩の値段を 知っており」と川柳にも詠まれたことがある。それ以外にも、制限時間一杯を呼出から告げられた際には「ホイキタ」と返答するなど、ユニークな土俵態度で非常に人気があった。出羽錦がこのような土俵態度を見せるようになったのは、足腰が弱かった新弟子時代に、土俵祭りの祝詞の一節である「清く明らかなるものは 陽にして上にあり 此を勝ちと名付く」を聞いて、勝利するためには気を明るくすることが必要だと考え、稽古後に寄席へ通ったりして意識的に明るく振る舞ったからだと後年になって語った。
出羽錦が初土俵を踏んだ時にはまだこの世に誕生していなかった大鵬幸喜とは数々の名勝負があり、猫騙しをかます、立合いにいきなり万歳をしてもろ差しを狙った大鵬の両腕を抱えて極出すなど度々苦しめた。特に猫騙しを行った際は「あれは新弟子をからかうときにするワザだ。（出羽錦は）ユーモリストだけど、土俵の上は真剣勝負なんだから、横綱をあまりからかわないでくれ」と大鵬が顔を真っ赤にして怒る事態となったが本人は「別に横綱をおちょくってはいない。まともにいっては勝てないから、奇襲を試みただけだ」と弁明した。通算対戦成績は出羽錦の3勝17敗であるが、うち2勝は大鵬の横綱昇進後、それも1回目の6連覇の期間中に挙げた金星である。出羽海一門の大鵬攻略の参謀役を担い、同部屋の佐田の山晋松、一門の栃ノ海晃嘉、栃光正之ら後輩たちにアドバイスを送っていた。大鵬からは「関脇は務まらなくても大関なら務まる」と言わしめたほどだが、これは大関を期待されながら関脇在位時に一度も勝ち越しが無いことが関係していると思われ、大鵬のライバルであった柏戸剛とは出羽錦の2勝14敗で、柏戸の大関昇進以後は10連敗して一度も勝てなかった。
同期である栃錦清隆とは親友で、よく一緒に稽古を行っていた。所属する部屋こそ違えど同じ出羽海一門であり、稽古も巡業も一門別だった当時は顔を合わせる機会は多かった。かつては栃錦と共に初っ切りを行ったが、当時は「初っ切りを行った力士は出世しない」という悪いジンクスが存在していた。しかし、栃錦はのちに横綱へ昇進したほか、出羽錦自身も関脇まで昇進して15年以上に渡って幕内に在位し続けるなど、悪いジンクスを二人で見事に打ち破った。栃錦との仲の良さは栃錦の横綱昇進後も続き、横綱に昇進して用意された個人用の控え室も出入りが許可されていたほどで、栃錦が突然現役引退を発表した際も、その前に引退を察していたと伝わる。その栃錦の引退相撲では弓取を披露した。
先述の通り、6人の横綱から10個の金星を獲得した他、照國萬蔵、東富士欽壹、吉葉山潤之輔の3横綱からはいずれも不戦勝を得ている。照國は引退当日の対戦相手となり、東富士からは3度、吉葉山からは2度不戦勝を得た。出羽錦が対戦を経験した横綱のうち、不戦勝を含め白星を全く得られなかったのは先述の柏戸のみである。
佐田の山晋松の指導を担当し、「（佐田の山）晋松が綱を取ったらワシが太刀持ちをやるからそれまで引退しない」と常日頃から周囲に言っていた。しかし、それが実現する前の1964年9月場所で力尽きて現役を引退したが、1965年1月場所の後に佐田の山が横綱に推挙され、出羽錦の引退相撲で横綱土俵入りを披露、ぎりぎりで間に合って恩を返すことが出来た。他にも多くの力士の指導を担当したが、解説者としての出羽錦とは考えられないほどの厳格さで、「鬼の出羽錦」との異名を取るほどだった。この厳しい指導・教育は、自身の子供にも行われた。
日本相撲協会の巡業部に在職していた1971年の夏のある日、巡業の一日が終わって親方や力士が夜の街へ出かけるために世話をしていたが、ある日、玉の海正洋だけが外出せずに宿舎に一人で残っていることに気付き、「横綱はなぜ遊びに行かないのか」と尋ねたところ、玉の海は「自分は皆と一緒に遊んでたら身体が持ちません」と返答した。同年7月場所を全勝で幕内最高優勝を果たしたばかりの横綱が妙なことを言うと不思議に思っていたが、同年10月11日に玉の海が虫垂炎で急死した。現役力士、しかも27歳の横綱が現役死亡する事態に角界には激震が走ったが、出羽海は後年、玉の海について「既に、優勝した7月場所を終えた時には、自分の体調に変化があったことを自覚していたのではないか」と語っている。
俳優の中本賢は娘婿である。

## 主な成績
- 通算成績：595勝576敗3分45休 勝率.508
- 幕内成績：542勝556敗3分40休 勝率.494
- 現役在位：90場所
- 幕内在位：77場所
- 三役在位：17場所（関脇3場所、小結14場所）
- 三賞：4回
  - 殊勲賞：3回（1947年11月場所、1961年9月場所、1962年7月場所）
  - 敢闘賞：1回（1955年9月場所）
- 雷電賞：1回（1959年5月場所）
- 金星：10個（前田山1個、羽黒山1個、鏡里2個、若乃花2個、朝潮2個、大鵬2個）
- 各段優勝
  - 十両優勝：1回（1947年6月場所）
  - 三段目優勝：1回（1944年1月場所）

### その他の記録
- 不戦勝：11回（歴代2位）※2019年7月場所に玉鷲一朗が更新

### 場所別成績
|                     | 春場所                  | 夏場所                | 秋場所              |
| ------------------- | ----------------------- | --------------------- | ------------------- |
| 1940年 （昭和15年） | x                       | （前相撲）            | x                   |
| 1941年 （昭和16年） | （前相撲）              | （前相撲）            | x                   |
| 1942年 （昭和17年） | 東序ノ口16枚目 5–3      | 西序二段31枚目 4–4    | x                   |
| 1943年 （昭和18年） | 東序二段14枚目 4–4      | 東序二段3枚目 6–2     | x                   |
| 1944年 （昭和19年） | 東三段目20枚目 優勝 7–1 | 東幕下29枚目 5–0      | 東幕下3枚目 – 兵役  |
| 1945年 （昭和20年） | x                       | x                     | 東幕下2枚目 4–1     |
| 1946年 （昭和21年） | x                       | 国技館修理 のため中止 | 西十両7枚目 9–4     |
| 1947年 （昭和22年） | x                       | 東十両筆頭 優勝 9–1   | 西前頭11枚目 9–2 殊 |
| 1948年 （昭和23年） | x                       | 東前頭4枚目 6–5       | 西前頭2枚目 4–7     |
| 1949年 （昭和24年） | 東前頭5枚目 6–7         | 東前頭7枚目 9–6       | 東前頭3枚目 8–7 ★   |
| 1950年 （昭和25年） | 東前頭筆頭 8–7          | 西小結 3–12           | 東前頭6枚目 11–4    |
| 1951年 （昭和26年） | 西小結 5–10             | 西前頭3枚目 8–7       | 西前頭筆頭 4–11     |
| 1952年 （昭和27年） | 東前頭5枚目 10–5        | 西小結 8–7            | 東小結 6–9          |

| | 一月場所 初場所（東京） | 三月場所 春場所（大阪）    | 五月場所 夏場所（東京） | 七月場所 名古屋場所（愛知） | 九月場所 秋場所（東京） | 十一月場所 九州場所（福岡） |
| --- | ----------------------- | -------------------------- | ----------------------- | --------------------------- | ----------------------- | --------------------------- |
| 1953年 （昭和28年） | 東前頭2枚目 9–6 ★       | 西小結 8–7                 | 西小結 4–11             | x                           | 西前頭2枚目 9–6         | x                           |
| 1954年 （昭和29年） | 西小結 5–8–2            | 東前頭2枚目 8–7            | 東前頭筆頭 7–8 ★        | x                           | 西前頭筆頭 6–9          | x                           |
| 1955年 （昭和30年） | 東前頭3枚目 8–6 (引分1) | 西前頭2枚目 4–10 (引分1) ★ | 東前頭6枚目 6–9         | x                           | 東前頭8枚目 12–3 敢     | x                           |
| 1956年 （昭和31年） | 西小結 8–7              | 東小結 8–7                 | 東張出関脇 3–9–3        | x                           | 東前頭5枚目 5–10        | x                           |
| 1957年 （昭和32年） | 西前頭7枚目 12–3        | 西張出小結 6–9             | 東前頭2枚目 6–9         | x                           | 西前頭5枚目 4–11        | 西前頭9枚目 7–8             |
| 1958年 （昭和33年） | 東前頭10枚目 10–5       | 東前頭6枚目 9–6            | 西前頭2枚目 6–9         | 東前頭5枚目 8–7 ★           | 西前頭2枚目 7–8         | 西前頭2枚目 7–7 (引分1)     |
| 1959年 （昭和34年） | 東前頭2枚目 休場 0–0–15 | 東前頭11枚目 5–6–4         | 東前頭16枚目 11–4       | 西前頭9枚目 10–5            | 西前頭2枚目 10–5        | 西小結 9–6                  |
| 1960年 （昭和35年） | 西張出関脇 6–9          | 西前頭筆頭 5–10            | 西前頭7枚目 9–6         | 西前頭2枚目 9–6             | 東張出小結 5–10         | 東前頭4枚目 6–9 ★           |
| 1961年 （昭和36年） | 東前頭6枚目 8–7         | 西前頭2枚目 3–8–4          | 西前頭8枚目 8–7         | 東前頭7枚目 9–4–2           | 東前頭3枚目 11–4 殊★    | 東張出小結 5–10             |
| 1962年 （昭和37年） | 西前頭5枚目 11–4        | 西前頭筆頭 9–6             | 西小結 7–8              | 東前頭筆頭 9–6 殊★          | 東関脇 3–7–5            | 西前頭4枚目 8–7             |
| 1963年 （昭和38年） | 東前頭2枚目 6–9         | 東前頭3枚目 7–8 ★          | 西前頭3枚目 4–11        | 西前頭8枚目 10–5            | 東前頭筆頭 7–8          | 西前頭筆頭 1–9–5            |
| 1964年 （昭和39年） | 東前頭12枚目 7–8        | 西前頭12枚目 8–7           | 東前頭8枚目 6–9         | 西前頭10枚目 7–8            | 東前頭11枚目 引退 6–9–0 | x                           |
| 各欄の数字は、「勝ち-負け-休場」を示す。 優勝 引退 休場 十両 幕下 三賞：敢=敢闘賞、殊=殊勲賞、技=技能賞 その他：★=金星 番付階級：幕内 - 十両 - 幕下 - 三段目 - 序二段 - 序ノ口 幕内序列：横綱 - 大関 - 関脇 - 小結 - 前頭（「#数字」は各位内の序列） |                         |                            |                         |                             |                         |                             |

### 四股名改名歴
- 小倉 忠雄（こくら ただお）；1940年5月場所 - 1945年11月場所
- 出羽錦 忠雄（でわにしき - ）：1946年11月 - 1964年9月場所（引退）

### 年寄変遷
- 田子ノ浦 忠雄（たごのうら ただお）：1965年1月 - 1990年7月14日（停年退職）

### 幕内対戦成績
| 力士名   | 勝数 | 負数 | 力士名         | 勝数  | 負数  | 力士名     | 勝数  | 負数  | 力士名 | 勝数 | 負数  |
| -------- | ---- | ---- | -------------- | ----- | ----- | ---------- | ----- | ----- | ------ | ---- | ----- |
| 愛知山   | 4    | 0    | 青ノ里         | 9     | 10(1) | 朝潮(米川) | 12    | 16    | 朝ノ海 | 1    | 0     |
| 東富士   | 3(3) | 11   | 愛宕山         | 3     | 1     | 天津風     | 5     | 1     | 荒波   | 0    | 1     |
| 泉洋     | 2    | 1    | 岩風           | 7     | 10    | 宇多川     | 7     | 2     | 及川   | 3    | 2     |
| 追手山   | 4    | 0    | 扇山           | 2     | 1     | 大岩山     | 2     | 0     | 大内山 | 12   | 17    |
| 大熊     | 1    | 0    | 大瀬川         | 2     | 2     | 大田山     | 1     | 0     | 大ノ浦 | 1    | 0     |
| 大昇     | 3    | 5    | 岡ノ山         | 1     | 1     | 大蛇潟     | 7     | 1     | 海山   | 12   | 2     |
| 開隆山   | 7    | 5    | 鏡里           | 4     | 26    | 柏戸       | 2     | 14    | 神風   | 3    | 2     |
| 神錦     | 2    | 1    | 北ノ國         | 2     | 1     | 北の洋     | 13(1) | 6     | 北葉山 | 9    | 11    |
| 君錦     | 2    | 3    | 清恵波         | 5     | 1     | 清國       | 0     | 1     | 清勢川 | 2    | 0     |
| 鬼竜川   | 2    | 0    | 九州錦         | 4     | 1     | 国登       | 13    | 5     | 黒獅子 | 1    | 0     |
| 鯉の勢   | 1    | 1    | 琴ヶ濱         | 14(1) | 16    | 琴櫻       | 2     | 1     | 琴錦   | 8    | 3     |
| 佐賀ノ花 | 1    | 7    | 逆鉾           | 1     | 0     | 沢光       | 2     | 2     | 潮錦   | 10   | 5     |
| 嶋錦     | 7    | 2    | 清水川         | 12(1) | 6     | 新川(玉響) | 6     | 3     | 信州山 | 1    | 0     |
| 大豪     | 11   | 8    | 大鵬           | 3     | 17(1) | 高錦       | 0     | 1     | 玉嵐   | 3    | 1     |
| 玉乃海   | 8    | 13   | 玉乃島         | 1     | 1     | 鶴ヶ嶺     | 13    | 18(1) | 照國   | 1(1) | 7     |
| 輝昇     | 5    | 2    | 十勝岩         | 3     | 1     | 時津山     | 10    | 14    | 時錦   | 4    | 3     |
| 豊國     | 6    | 4    | 名寄岩         | 8     | 4     | 白龍山     | 2     | 0     | 羽黒川 | 4    | 10(1) |
| 羽黒山   | 19   | 19   | 羽黒山         | 2(1)  | 8     | 緋縅       | 1     | 0     | 備州山 | 3    | 5     |
| 廣川     | 2    | 1    | 広瀬川         | 3     | 2     | 福ノ海     | 1     | 1     | 房錦   | 10   | 12(1) |
| 藤田山   | 1    | 0    | 富士錦         | 6     | 11    | 二瀬川     | 0     | 2     | 二瀬山 | 8    | 1     |
| 双ツ龍   | 11   | 6    | 不動岩         | 3     | 2     | 星兜       | 2     | 3     | 前田川 | 5    | 5     |
| 前田山   | 1    | 1    | 前ノ山(佐田岬) | 2     | 1     | 松登       | 13    | 15(1) | 三根山 | 12   | 16    |
| 緑國     | 1    | 0    | 緑嶋           | 1     | 0     | 宮錦       | 2     | 1     | 宮柱   | 1    | 0     |
| 明武谷   | 5    | 5    | 豊山           | 1     | 9     | 芳野嶺     | 1     | 2     | 吉葉山 | 6(2) | 19    |
| 力道山   | 1    | 3    | 若駒           | 2     | 0     | 若杉山     | 3     | 1     | 若瀬川 | 11   | 9     |
| 若秩父   | 8    | 11   | 若天龍         | 3     | 2     | 若浪       | 5     | 2     | 若ノ海 | 12   | 7     |
| 若ノ國   | 5    | 1    | 若乃花(初代)   | 11    | 20※※※ | 若羽黒     | 7(1)  | 22(1) | 若葉山 | 17   | 5     |
| 若前田   | 8    | 9    | 若見山         | 1     | 1     |            |       |       |        |      |       |

※他に、若乃花と引分が3つある。

## 出演作品
テレビドラマ
- 座頭市物語 第10話「やぐら太鼓が風に哭いた」（1974年、CX） - 磯風親方 役   ※クレジットは「田子の浦親方」
- グランド劇場 おふくろの味（1970年、1972年、日本テレビ）- 花車親方
- 連続テレビ小説 / ひらり（1992年 - 1993年、NHK） - 緑風立五郎 役

映画
- 『喜劇 駅前女将』（1964年、東京映画=東宝） - 本人
- 『ズンドコズンドコ全員集合!!』（1970年、松竹） - 磯右エ門

## 著書
元出羽錦・田子ノ浦忠雄の名義『土俵の砂が知っている～涙と笑い・二十五年の生活記録～』一水社、1965